# 窩仔山

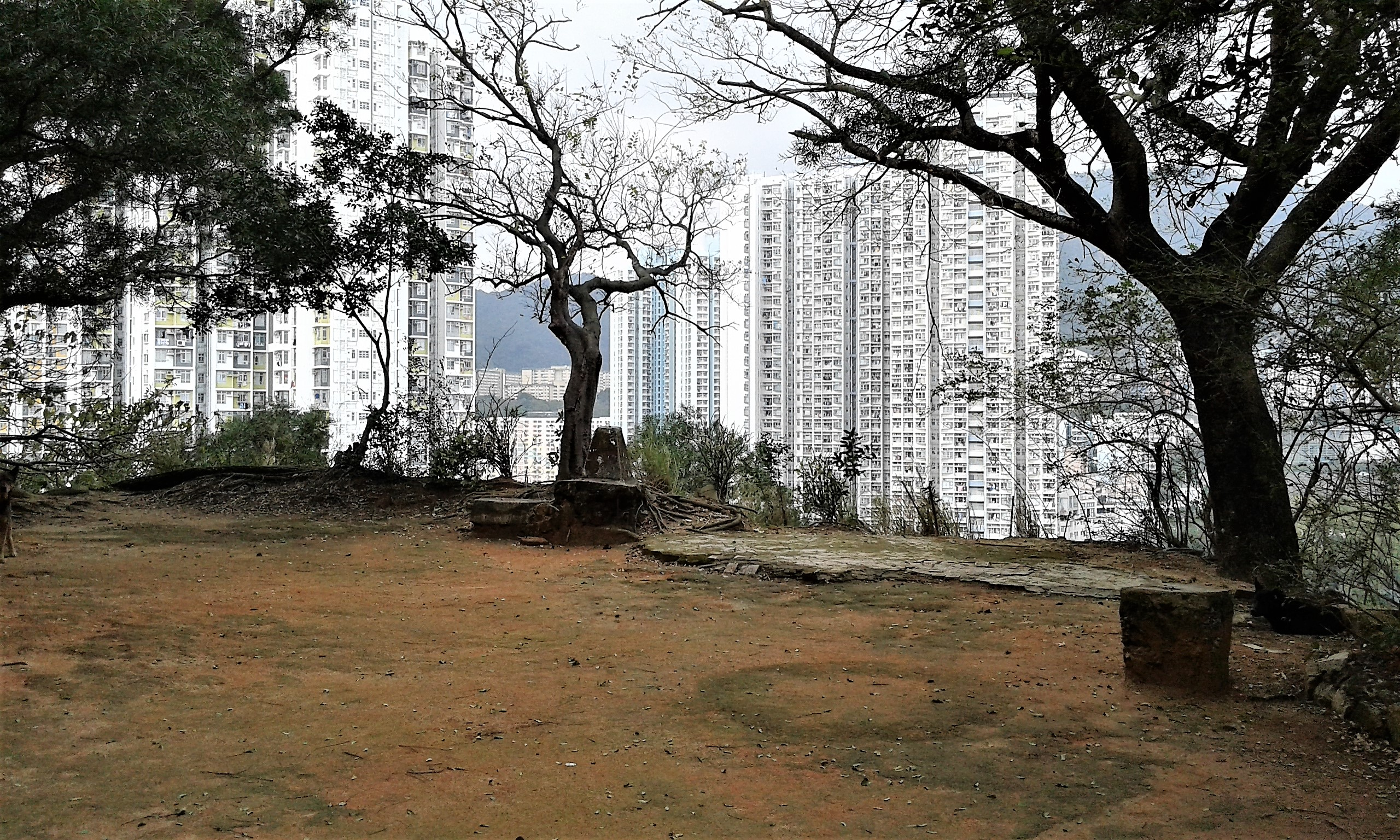
窩仔山山頂

窩仔山（英語：Woh Chai Shan），或稱主教山（Mission Hill），有70年代或之前的報章稱其為教會山，高86.6米，是香港九龍深水埗區的一座山丘，位於石硤尾以南。其範圍是窩仔街以南，棠蔭街以西，巴域街以東，及警察體育遊樂會以北與太子連接。二戰之後這裡成為木屋區。

## 別名
主教山也有時被直譯為，但古物諮詢委員會指主教山的對應英文名稱為Mission Hill。
石硤尾山（Shek Kip Mei Hill） 也是窩仔山的名稱之一，但需留意的是石硤尾旁的嘉頓山也可能有此稱呼，因此兩座山高度相若，山頂上建有水庫，並坐立在同區內。
由於此山的山徑主要由梯級組成，因此有百步梯的别稱。此名稱在香港地圖很常見。

## 交通
由於此山地勢不高，山體亦不算陡峭，因此有行山人士開劈了一條人造小山徑。
人工建造梯級先用鐵枝支橕四角，再在四邊插入木板，再在中間的空餘地方加入泥沙石，最後加上地毯。由於此段梯級位於南坡（大坑東變電站後面），林木茂密，下雨時容易引發山泥傾瀉，加上梯級不算安全，因此建議使用北坡的混凝土梯級及混凝土道路（連接巴域街）前往山頂。
| 交通路線列表                                            |
| ------------------------------------------------------- |
| 港鐵 - █ 觀塘綫、 █ 荃灣綫：太子站 - █ 觀塘綫：石硤尾站 |

## 設施
山頂曾有圓形配水庫運作，舊圓形配水庫頂部的鐵網已被打開了幾處大洞，惟現今已經封閉。
十幾年來街坊們以螞蟻移家式搬運材料，組裝及設計，在山腳山腰為晨運客打造了多個遊樂或健身設施，如韆鞦、單車腳踏機等，去年新加多張兵乓枱，一直是街坊遊客的開心遊樂場。 街坊們目的單純是令空置的山邊，活化成人人都隨時能享用、有益一家大小老幼身心健康的地方。也有自發了小型花圃，間中會有街坊扮演花農打理。
到假日、由於山徑短且易行，經常有市民上山消暑、乘涼、遊覽、聊天、玩耍、打麻雀等。
2017年，水務署曾派人在鐵網上張貼告示，指出鐵網範圍內屬水務署重地，嚴禁進入，事因2015年有外來人百多二百年輕男女每逢入夜在山頂開派對，引起居民不安寧，輾轉至負責的水務署有所行動。當時街坊們未有察覺內裡詳細，一心只希望延續健康晨運習慣，因此依然有大量行山者進出禁區。水務署亦甚少派人上山巡查，但署方亦因曾市民擅闖山頂而報警求助。
2017年水務署圍封配水庫空地不許市民進入，更曾就市民擅自闖入空地報警處理。來來回回街坊區議員與水務署交涉後，終得到解封，但之後却越來越多違法興建的設施。
2020年底，水務署以正式鞏固工程為理由，將整個山頂封鎖進行陸續有序工程項目，直至聖誕假期被晨運街坊發現古蹟建築。

## 發現古蹟蓄水池

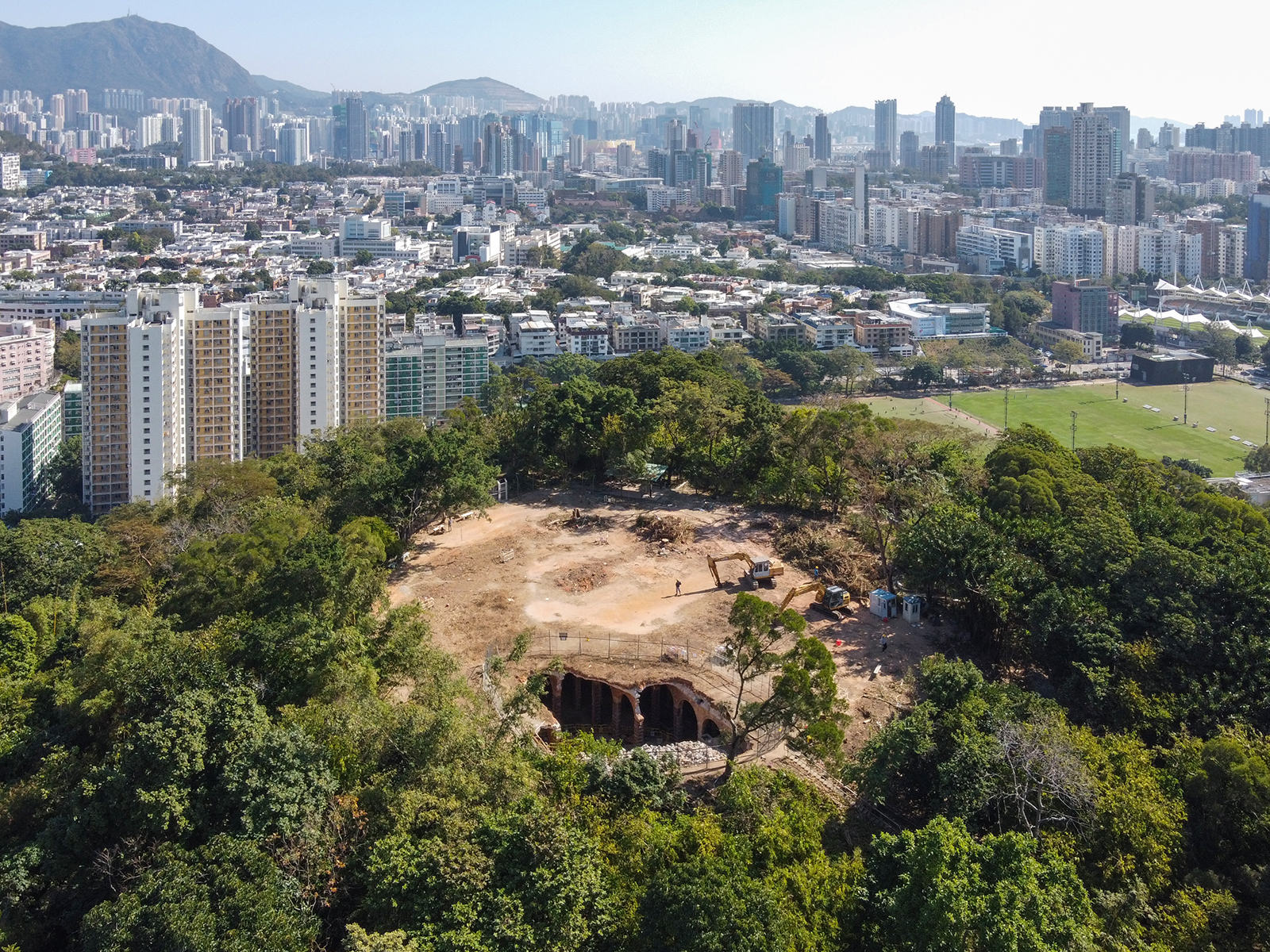
2020年末，有市民發現窩仔山山頂有1904年建成的巨型羅馬式地下蓄水池結構後，政府圍封所有出入口，地盤亦暫時停工

2020年12月28日，有市民發現山上配水庫（即前深水埗配水庫，舊稱「九龍塘配水庫」）近日進行清拆工程，工程进行期间一戰前建成的巨型羅馬式地下蓄水池結構曝光。
水務署文件說明該蓄水池完工日期為1904年8月10日，採用古羅馬式結構，巨大的地下空間由過百條麻石柱支撐，頂部以紅磚砌成拱門，再支撐最高的拱形水泥池頂，最後以泥土覆蓋。香港及九龍現存的配水庫，例如何文田、樂富、北角雲景道、堅尼地城等，多為二次大戰後興建，全部皆以鋼筋混凝土建築而成，相關的羅馬式地下蓄水池實屬罕見。外國也有類似的古羅馬式蓄水池，比如土耳其伊斯坦堡著名的古蹟地下水宮殿。
事件曝光後，引起不少民間保育團體，多個歷史專頁和區議員關注，要求水務署暫停有關的拆卸工程。多名建制派立法會議員引述發展局指，工程将會暫停。到晚上，水務署指已暫停重整工程，而古蹟辦表示已派員作初步視察，稍後會仔細審視。2021年3月15日，古蹟辦决定将配水庫列為一級歷史建築。